# 埼玉県を舞台とした作品一覧
埼玉県を舞台とした作品一覧（さいたまけんをぶたいとしたさくひんいちらん）では、埼玉県内を舞台とした小説、アニメーション、テレビドラマなどを記述する。

## 文芸

### 古典

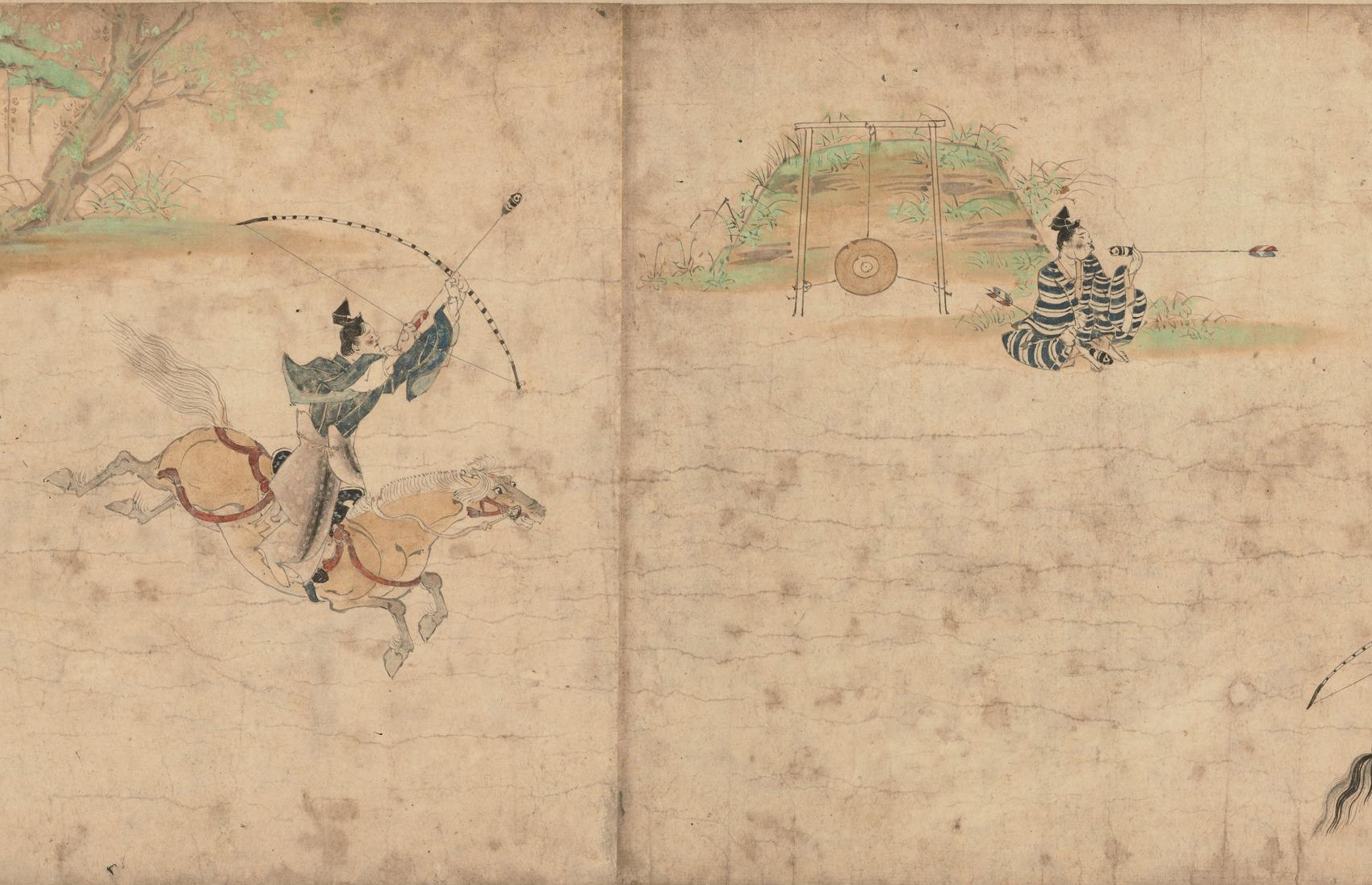
『男衾三郎絵詞』に描かれた笠懸の場面。

- 東路の津登（宗長）- 永正6年、白河へと向かう旅路で鉢形城を訪れた際の模様が描かれている[1]。
- 伊勢物語（作者不詳）- 第十段において在原業平が訪れる武蔵国入間郡みよし野の里は坂戸市から川越市にまたがる地域とされている[2]。
- 男衾三郎絵詞（作者不詳）- 武蔵国を舞台にした地方武士の生活ぶりを描いた作品[3]。登場人物の名前は県内に実在する地名から引用されている[3]。
- 常山紀談（湯浅常山）- 巻之一「太田持資歌道に志す事」は越生町が舞台といわれている[4][5]。
- 発心集（鴨長明）- 巻四第九「武州入間河沈水の事」において入間川の洪水の模様が描かれている[6]。

#### 軍記物
- 鎌倉大草紙（作者不詳）- 享徳の乱の時期の関東が描かれている[7]。
- 関八州古戦録（槙島昭武）- 河越夜戦から小田原征伐までの関東が描かれている[7]。
- 太平記（作者不詳）- 巻第十「新田義貞挙兵の事」、巻第三十一「武蔵野合戦の事」では所沢市とその周辺での合戦の模様が描かれている[8]。
- 成田記（小沼十五郎保道）- 成田氏の盛衰が描かれている[9]。
- 坂東忠義伝 / 関東古戦録（三木成為）- 戦国期を舞台に足利義連（架空の人物）を主人公とした架空戦記[9]。

#### 紀行・日記
- おくのほそ道（松尾芭蕉）- 芭蕉は旅の始めに草加宿（後の草加市）に宿泊したと記しているが、弟子の河合曾良は粕壁宿（後の春日部市）に宿泊したと記している[10]。
- 寛政三年紀行（小林一茶）- 故郷の信濃国柏原までの旅の道程の中で蕨宿、調神社、氷川神社などの様子が描かれている[11]
- 草津道の記（小林一茶）- 草津温泉までの旅の道程の中で平林寺、川越城下、箭弓神社、熊谷宿などの様子が描かれている[12]。
- 石城日記（尾崎石城）- 忍城下の武士、町人、僧侶らの生活ぶりを記した絵日記[13]。

### 小説
- あゝ玉杯に花うけて（佐藤紅緑）：さいたま市浦和区（旧制浦和中学校）[14]
- いつの日も泉は湧いている（盛田隆二）：川越市（埼玉県立川越高等学校）[15]
- 凍てる庭（水上勉）：さいたま市浦和区[16]
- 田舎教師（田山花袋）：羽生市[17]
- 命売ります（三島由紀夫）：飯能市
- いま、会いにゆきます（市川拓司）：さいたま市
- 美しい星（三島由紀夫）：飯能市[18]

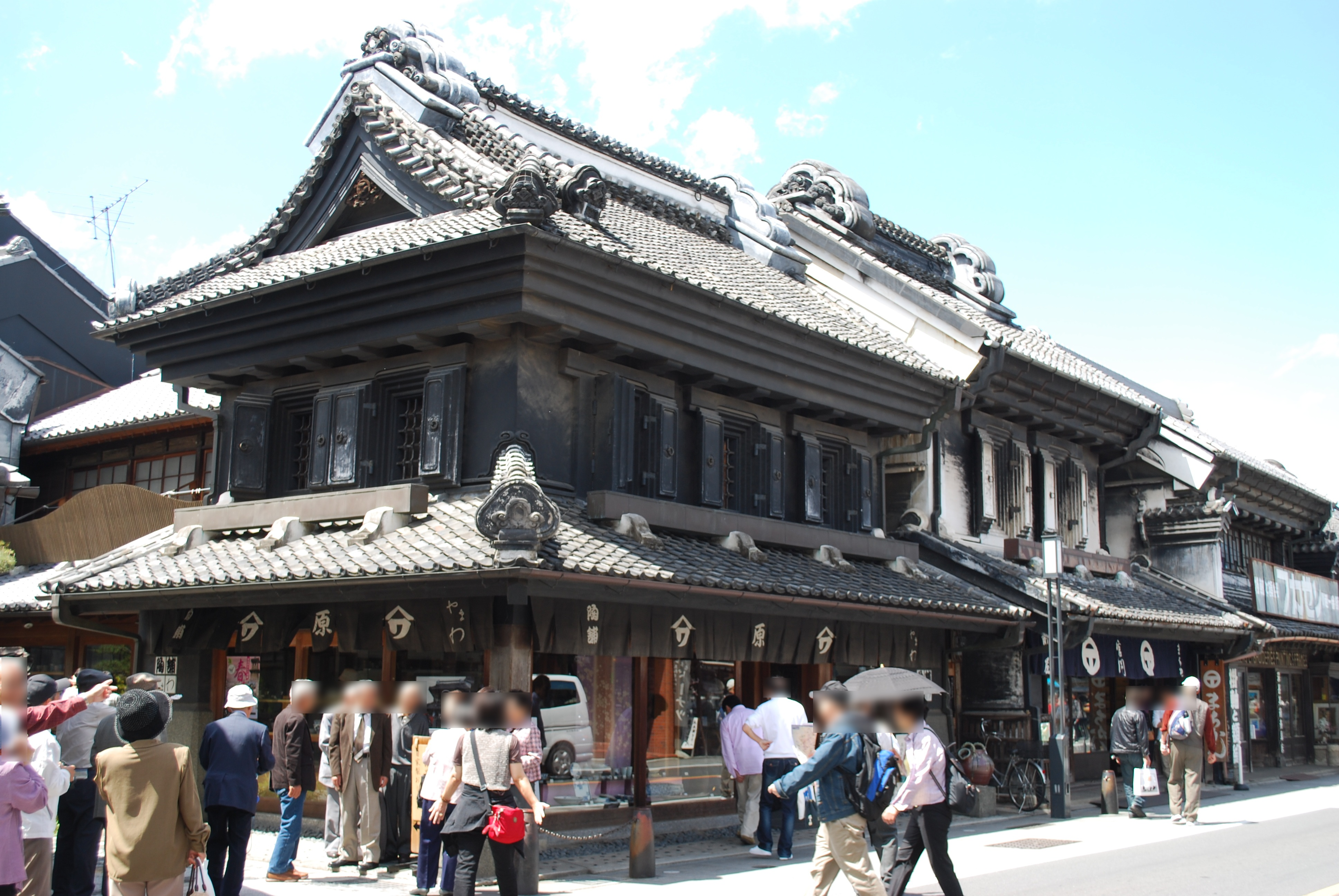
『黒い空』などの舞台となった川越市の町並み

- 風に恋う（額賀澪）：作中の千間学院高校の所在地[19]。
- 活版印刷三日月堂 星たちの栞（ほしおさなえ）：川越市[20]
- 花氷（松本清張）
- 雁坂峠（幸田露伴）：熊谷市[21]
- 黄色のバット（杉森久英）：熊谷市[22]
- 君と漕ぐ ながとろ高校カヌー部（武田綾乃）：長瀞町[23]
- 君と夏が、鉄塔の上（賽助）
- キューポラのある街（早船ちよ）：川口市[24]
- 沓掛時次郎（長谷川伸）：熊谷市[25]
- 弘光寺の杉戸（井伏鱒二）：深谷市岡部地区[26]
- 虚空王の秘宝（半村良）：秩父
- 獄門お蝶（長谷川伸）：桶川市[25]
- この道を歩く（武者小路実篤）：毛呂山町[27]
- 山村の女達（大谷藤子）秩父地方[27]

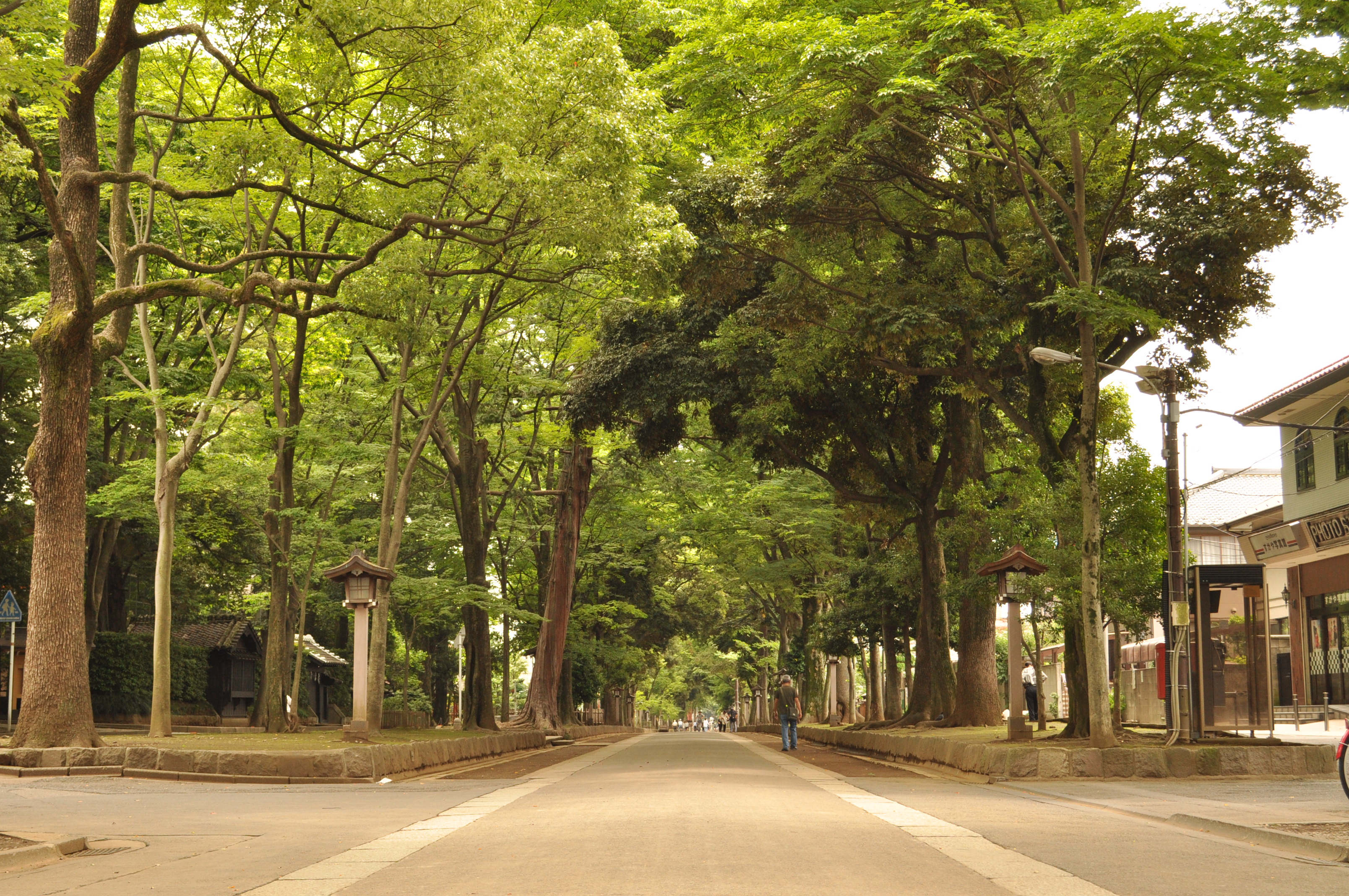
『写生紀行』などの舞台となった大宮公園に通じる氷川神社の参道。作家の太宰治は『人間失格』を執筆する際に参道近辺に移り住んだという。

- 写生紀行（寺田寅彦）：さいたま市大宮区（氷川公園）[29]
- 小説 あの日のオルガン（五十嵐佳子）：蓮田市[30]
- 人口樹林（高橋玄洋）：所沢市[31]
- スキップ（北村薫）：春日部市[32]
- 青年（森鷗外）：さいたま市大宮区（氷川公園、氷川神社）
- 空飛ぶ広報室（有川浩）：入間基地
- 大地の園（打木村治）：川越市[33]
- 秩父あやかし案内人（香月沙耶）：秩父市[34]
- 知々夫紀行（幸田露伴）：秩父地方
- 作ってあげたい小江戸ごはんシリーズ（高橋由太）：川越市[35]
- つげ義春の温泉（つげ義春）：秩父・柴原温泉
- 鉄塔 武蔵野線：新座市・所沢市・三芳町・川越市・狭山市・日高市[36]
- 天の園（打木村治）：東松山市[37]
- 斗南先生（中島敦）：久喜市[38]
- どまんなか（須藤靖貴）：県北部[39]
- 夏の祈りは（須賀しのぶ）：作中の県立北園高校の所在地[40]。
- 夏の災厄（篠田節子）：東京近郊の埼玉県昭川市という架空の町が舞台。
- 望み（雫井脩介）
- 花（林真理子）：川越市[41]
- 母のない子と子のない母と（壺井栄）：熊谷市[42]
- 春を背負って（笹本稜平）：奥秩父
- ひとがた流し（北村薫）
- 平場の月（朝倉かすみ）：朝霞市・新座市・志木市
- 不二（安藤鶴夫）：桶川町（後の桶川市）をモデルにした寒川町が舞台[43]。
- 再び草の野に（田山花袋）：羽生市[44]
- 二人静（盛田隆二）：川越市[45]
- 星狩人（川又千秋）：奥秩父
- 武蔵野S町物語（永倉萬治）：志木市[46]
- 野球の国のアリス（北村薫）：越谷市[32]
- 誘拐ラプソディー（荻原浩）：さいたま市大宮区[47]
- ランドマーク（吉田修一）：さいたま市大宮区[48]
- 陸王（池井戸潤）：行田市[49]
- レガッタ!（濱野京子）：さいたま市[50]

#### 歴史、時代小説

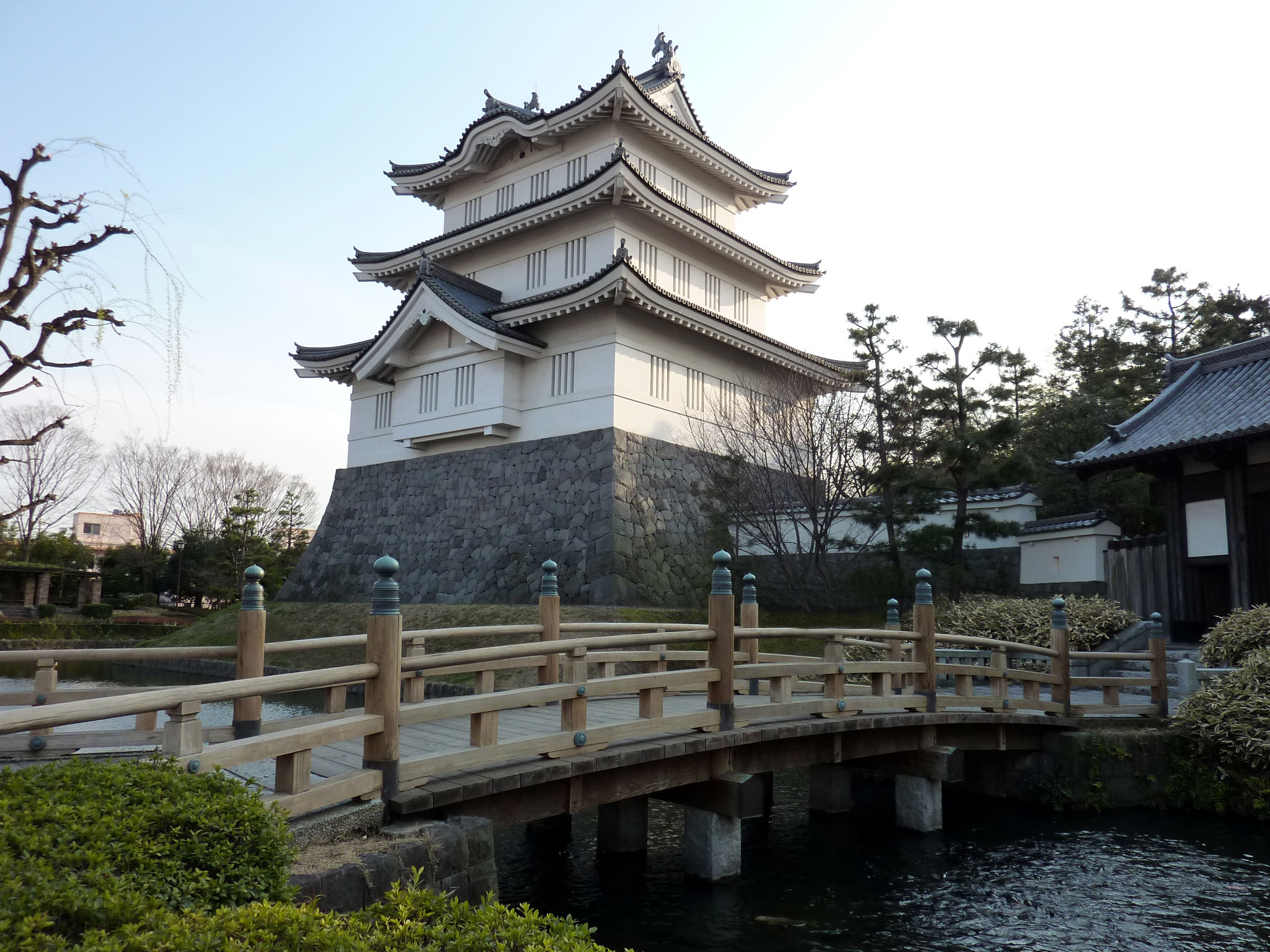
『のぼうの城』などの舞台となった忍城址にある模擬御三階櫓

- 赤い風（梶よう子）：川越市、三芳町、所沢市（柳沢吉保、三富新田）[51]
- 怒る富士（新田次郎）：川口市（伊奈忠順）[52]
- 伊奈半十郎上水記（松浦節）：伊奈町（伊奈忠治）
- 忍城の美女（東郷隆）：行田市（甲斐姫、忍城の戦い）[53]
- 忍城の姫武者（近衛龍春）：行田市（甲斐姫、忍城の戦い）[54]
- お島の存念書（井伏鱒二）：深谷市岡部地区（高島秋帆）[26]
- 追われて中山道（多岐川恭）：桶川市・熊谷市・深谷市[55]
- 甲斐姫物語（山名美和子）：行田市（甲斐姫、忍城の戦い）[56]
- 熊谷次郎（富田常雄）：熊谷市（熊谷直実）[57]
- 紅蓮の狼（宮本昌孝）：行田市（甲斐姫、忍城の戦い）[54]
- 激流 渋沢栄一の若き日（大佛次郎）：深谷市（渋沢栄一）
- 血痕（東郷隆）：飯能市（渋沢平九郎、渋沢成一郎、尾高惇忠）
- 笄堀（山本周五郎）：行田市（忍城の戦い）[58]
- 後北條龍虎伝（海道龍一朗）：川越市（北条氏康、川越夜戦）
- 忍びの旗（池波正太郎）：寄居町（鉢形城の戦い）[59]
- 小説渋沢栄一 青淵の竜（茶屋二郎）：深谷市（渋沢栄一）
- 彰義隊落華 渋沢平九郎の青春（渋沢華子）：深谷市（渋沢平九郎、飯能戦争）
- 新吾十番勝負（川口松太郎）：秩父市
- 征東都督府（光瀬龍）：新座市
- 秩父困民党（西野辰吉）：秩父地方（秩父事件）[60]
- 秩父事件の妻たち（新井佐次郎）：秩父地方（秩父事件）[60]
- 秩父水滸伝（村松梢風）：秩父市（高野佐三郎）[61]
- 長英逃亡（吉村昭）さいたま市浦和区・大宮区（高野長英）[62]
- 天皇の世紀（大佛次郎）：深谷市（渋沢栄一、尾高長七郎 他）
- 峠の軍談師 連作・秩父困民党碑史（井出孫六）：秩父地方（秩父事件）[60]
- 峠の廃道 明治十七年秩父農民戦争覚え書（井出孫六）：秩父地方（秩父事件）[63]
- 道誉傳 最後の関東戦国武将太田資正の生涯（毛矢一裕）：さいたま市岩槻区 他（太田資正、岩槻城 他）[64]
- のぼうの城（和田竜）：行田市（成田長親、忍城の戦い）[65]
- 箱根の坂（司馬遼太郎）：川越市（北条早雲、川越城 他）[66]
- 鉢形城開城余話（福田登女子）：寄居町（大福御前、鉢形城）[67]
- 鉢形城主正室 大福御前（福田登女子）：寄居町（大福御前、鉢形城）[68]
- 花埋み（渡辺淳一）：熊谷市妻沼地区（荻野吟子）[69]
- 叛鬼（伊東潤）：寄居町（長尾景春、鉢形城 他）
- 飯能戦争（平山蘆江）：飯能市[70]
- 百万両秘聞（三上於菟吉）春日部市庄和地区[71]
- 屏風の陰（東郷隆）：深谷市（尾高長七郎、真田範之助）
- 風来忍法帖（山田風太郎）：行田市（忍城の戦い）[72]
- 武州かわごえ繋舟騒動（福本武久）：川越市
- 武州鉢形城（井伏鱒二）：寄居町（鉢形城の戦い）[26]
- 普門院さん（井伏鱒二）：さいたま市大宮区（小栗上野介）[73]
- 繭と絆 富岡製糸場ものがたり（植松三十里）：深谷市（尾高勇、尾高惇忠）[74]
- 水草の城（遠山暲夫）：行田市（忍城の戦い）
- 水の城 いまだ落城せず（風野真知雄）：行田市（成田長親、忍城の戦い）[58]
- 宮本武蔵（吉川英治）：秩父市（三峯神社）[75]
- 雄気堂々（城山三郎）：深谷市（渋沢栄一）[76]
- 義経と郷姫 悲恋柚香菊 河越御前物語（篠綾子）：川越市（河越重頼の娘）

#### 推理、ミステリー小説
- 秋の花（北村薫）：春日部市[32]
- あの女（真梨幸子）：所沢市
- 雨に消えた向日葵（吉川英梨）：坂戸市
- 恩讐の鎮魂曲（中山七里）
- 貸しボート十三号（横溝正史）：戸田市
- 華舫（熊谷敬太郎）：川越市[77]
- 神々の乱心（松本清張）：比企郡梅広（架空の町）、東松山市[78]、さいたま市浦和区[79]
- 凶水系（森村誠一）：熊谷市[80]
- 切り裂きジャックの告白（中山七里）
- 銀の川（水上勉）：寄居町
- 黒い空（松本清張）：川越市[81]
- 巡査 - 埼玉県警黒瀬南署の夏 -（岩城捷介）
- 巡査II 被疑者（岩城捷介）
- 正体（染井為人）
- 贖罪の奏鳴曲（中山七里）
- 寝台特急「北斗星」殺人事件（西村京太郎）：さいたま市大宮区[79]
- 諏訪湖マジック（二階堂黎人）：さいたま市大宮区[79]
- 世界の終わり、あるいは始まり（歌野晶午）：入間市
- 潜伏者（折原一）：久喜市
- 闘う君の唄を（中山七里）：秩父郡[82]
- 血洗島の惨劇（吉村達也）：深谷市[83]
- 沈黙者（折原一）：久喜市[84]
- 沈黙の教室（折原一）：さいたま市[79]
- 償い（矢口敦子）
- テミスの剣（中山七里）
- 天使のナイフ（薬丸岳）：さいたま市を中心にした県南部[79]
- 十津川警部秩父SL・三月二十七日の証言（西村京太郎）：秩父地方
- 鳥取雛送り殺人事件（内田康夫）：さいたま市岩槻区[79]
- 長い腕（川崎草志）：上尾市、さいたま市[79]
- 二万パーセントのアリバイ（越谷友華）
- 果てしなき渇き（深町秋生）：さいたま市[85]
- 盤上の向日葵（柚月裕子）
- ピース（樋口有介）：秩父地方[86]
- ヒートアップ（中山七里）
- ヒポクラテスの誓い（中山七里）
- 複合捜査（堂場瞬一）：さいたま市大宮区[87]
- 不在（宮沢章夫）：加須市北川辺地区[88]
- 冬の鎖 秩父夜祭殺人事件（海庭良和）：秩父市
- 星降り山荘の殺人（倉知淳）
- 保身（小杉健治）
- 魔女は甦る（中山七里）：所沢市神島町
- ミッドナイト・ジャーナル（本城雅人）
- 希望のまちの殺し屋たち（加藤眞男）：さいたま市[89]
- 理由（宮部みゆき）：深谷市[90]
- りら荘事件（鮎川哲也）：長瀞町[91]
- 連続殺人鬼カエル男（中山七里）

#### ライトノベル
- あの、一緒に戦争（ブカツ）しませんか? （高村透）：さいたま市[92]
- あの日見た花の名前を僕達はまだ知らない。（岡田麿里）：秩父市[93]
- 一刀両断のアンバー・キス（三萩せんや）：川越市[94]
- 裏世界ピクニック（宮澤伊織）：さいたま市大宮区
- オオカミさんシリーズ（沖田雅）：作中の私立御伽学園高等部の所在地[93]
- 神さまのいる書店 まほろばの夏（三萩せんや）：さきみたま市という架空の都市が舞台[95]
- 心が叫びたがってるんだ。（豊田美加）：秩父市[96]
- 埼玉県神統系譜（中村智紀）：千谷という架空の都市が舞台[97]
- 弱キャラ友崎くん（屋久ユウキ）：作中の私立関友高等学校の所在地[98]
- 世界の中心、針山さん（成田良悟）：所沢市[93]
- 絶対ナル孤独者（川原礫）：さいたま市
- 卓球場シリーズ（野村美月）：朝霞市が作中の舞台のひとつとなっている[93]
- たま高社交ダンス部へようこそ（三萩せんや）：さいたま市[99]
- つきたま（森田季節）：箕原市という架空の都市が舞台
- 鶴ヶ島コンビニ戦記（幻夜軌跡）：鶴ヶ島市が舞台[100]
- 二等陸士物語（吉岡平）：朝霞駐屯地
- ニンジャスレイヤー（ブラッドレー・ボンド、フィリップ・N・モーゼズ）：ネオサイタマという架空の首都[101]
- Bの戦場（ゆきた志旗）：さいたま市[102]
- 撲殺天使ドクロちゃん（おかゆまさき）：主人公たちの住む街[93]
- 魔王が家賃を払ってくれない（伊藤ヒロ）：鴨ヶ谷市という架空の都市が舞台
- もののけ画館夜行抄（地本草子）：川越市[103]
- 森口織人の陰陽道（おかゆまさき）：作中の吝華高校の所在地[93]
- 路地裏テアトロ（地本草子）：川越市[104]

## テレビドラマ
- 新吾十番勝負 - 秩父の山中で育てられた青年剣士が、剣の道を究める話。
  - 新吾十番勝負（日本テレビ、主演：江見俊太郎、1958年[105]）
  - 新吾二十番勝負（フジテレビ、主演：夏目俊二、1961年[106]）
  - 新吾十番勝負（TBS、主演：田村正和、1966年[107]）
  - 新吾十番勝負（フジテレビ系列、主演：松方弘樹、1970年[108]）
  - 新吾十番勝負（フジテレビ、主演：国広富之、1981年[109]）
  - 新吾十番勝負 江戸城（秘）大奥の陰謀！悪を斬る青年剣士は将軍の子!?（テレビ朝日、主演：真田広之、1990年[110]）
- 名勝負物語（日本テレビ、1960年）- 第1回「秩父水滸伝 前編」、第2回「秩父水滸伝 後編」は秩父地方が舞台[111]。
- 秩父ばやし（読売テレビ、1962年）秩父市[112]
- キューポラのある街（フジテレビ、1962年）川口市[113]
- 見合いした女（NETテレビ、1964年）浦和市近郊[114]
- いのちある日を（NETテレビ、1965-1966年）秩父市[115]
- 判決（NETテレビ、1965年）- 第157回「キューポラが待っている」は川口市が舞台[116]。
- ウルトラマン（TBSテレビ、1966年）- 第1話「ウルトラ作戦第一号」は埼玉県警の要請で科学特捜隊が出動し竜ヶ森湖（架空の湖）で怪獣ベムラーと対峙する[117]。
- ウルトラセブン（TBSテレビ、1967年）- 第13話「V3から来た男」は秩父盆地が舞台[118]。アイロス星人が不時着する。
- 銭形平次（フジテレビ、1967年）- 第65回「秩父の姉妹」は秩父が舞台[119]。
- ふるさと（NHK、1969年）秩父[120]
- 水戸黄門
  - 水戸黄門 第1部（TBS、1970年）- 第31話「乱闘・鷹ノ巣峠」（忍藩[121]）
  - 水戸黄門 第4部（TBS、1973年）- 第2話「天狗馬鹿」（忍藩[122]）
  - 水戸黄門 第9部（TBS、1979年）- 第24話「弟思いの一番勝負」（川越[123]）
  - 水戸黄門 第11部（TBS、1981年）- 第20話「出世を願った嫁いびり」（行田[124]）、第21話「初春・黄門様の用心棒」（秩父[124]）、第26話「一陽来復水戸の春」（岩槻[124]）
  - 水戸黄門 第14部（TBS、1984年）- 第14話「鬼と呼ばれた黄門様」（本庄[125]）
  - 水戸黄門 第15部（TBS、1985年）- 第37話「悪乗り八兵衛若旦那」（熊谷[126]）、第38話「父と呼ばれた格之進」（大宮[126]）
  - 水戸黄門 第18部（TBS、1988年）- 第3話「黄門様が用心棒」（粕壁[127]）
  - 水戸黄門 第19部（TBS、1990年）- 第27話「邪念払った鬼瓦」（深谷[128]）、第28話「占い名人 梅里先生」（川越[128]）
  - 水戸黄門 第21部（TBS、1992年）- 第30話「帰らぬ夫は凶状持ち」（行田[129]）、第31話 「男意気地の仇討ち悲願」（岩槻[129]）
  - 水戸黄門 第23部（TBS、1995年）- 第2話「育ての父は鷹匠」（大宮[130]）、第3話「泣き笑い 幽霊旅籠」（熊谷[130]）
  - 水戸黄門 第27部（TBS、1999年）- 第29話「不良娘が流した涙」（行田[131]）
- 徳川おんな絵巻（TBS、1971年）- 第29回「浮世絵の女」、第30回「情事の秘密」は川越城が舞台[132]。
- 花埋み（NETテレビ、1971年）熊谷市妻沼
- 天皇の世紀（朝日放送、1971年）- 第7話「黒い風」は武蔵国榛沢郡血洗島が舞台。
- ミラーマン（フジテレビ、1971年）- 第31話「電光石火の必殺技!」にて秩父山中に怪獣が出現する。
- 変身忍者 嵐（テレビ朝日、1972年）- 第16話「ロボット! 飛行タコ! 大作戦!!」は武蔵国秩父が舞台。
- 愛の戦士レインボーマン（テレビ朝日、1972年）- 第14話「恐怖のM作戦」、第15話「殺人プロフェッショナル」にて死ね死ね団の罠で秩父山中の別荘に呼び出され、戦闘になる。
- 仮面ライダーV3（テレビ朝日、1973年）- 第14話「ダブルライダー 秘密のかたみ」、第15話「ライダーV3 死の弱点!!」でダブルライダーがV3に残した暗号地図より秩父山中へ向かい、V3の弱点が吹き込まれたテープを回収する。
- 思い橋（TBSテレビ、1973年）秩父市[133]
- イナズマン（テレビ朝日、1973年）- 第14話「怒りのライジンゴー 大空中戦!!」は秩父山中が舞台。第18話「友情のイナズマ落し!!」は秩父の廃工場でドクバンバラと戦闘になる。
- ジャンボーグA（テレビ朝日、1973年） - 第15話「嵐を呼ぶマッドゴーネ」でPAT基地の所在地が秩父地域であることがわかる。
- ウルトラマンタロウ（TBS、1974年）- 第49話「歌え! 怪獣ビッグマッチ」は秩父が舞台[134]。
- ウルトラマンレオ（TBS、1974年）第8話「必殺! 怪獣仕掛人」- 秩父の我心山（架空の山）の寺の僧の元で修行を積む。
- 山盛り食堂（日本テレビ、1975年）春日部市
- 伝七捕物帳（日本テレビ、1976年）- 第32話「娘十八天一坊」は熊谷、第99回「命を賭けた一分銀」は川越が舞台[135][136]。
- 風と雲と虹と（NHK、1976年）- 第43回「武蔵の風雲」、第44回「玄明慟哭」で足立郡郡司の武蔵武芝の姿が描かれている。
- 桃太郎侍（日本テレビ、1977年）- 第26回「泥沼に咲いた紅い花」、第41回「怒りの刃を振り上げろ」は岩槻が舞台[137][138]。
- 雲を翔びこせ（TBSテレビ、1978年）深谷市
- 仮面ライダー (スカイライダー) （TBS、1979年）- 第33話「ハロー！ライダーマン ネズラ毒に気をつけろ!!」は狭山市が舞台。
- 草燃える（NHK、1979年）- 第22回「鎌倉の刺客」は木曽義高が入間河原（後の狭山市）で討たれる話。
- 遠山の金さん2（テレビ朝日、1979年）第9話「秩父数え唄 ひとつとせ」
- 獅子の時代（NHK、秩父地方、1980年）- 第46回から第51回で秩父事件の経緯が描かれている[139]。
- 仮面ライダースーパー1（TBSテレビ、1980年) - 第2話「闘いの時来たり! 技は赤心小林拳」で主人公の沖一也は秩父山中の赤心寺で玄海老師に中国拳法を習う。
- 愛にゆれる灯（TBSテレビ、1982年）川越市[140]
- 長七郎江戸日記 第1シリーズ（日本テレビ、1983年）- 第106話「泣くな山鳩」は秩父が舞台[141]。
- 雄気堂々・若き日の渋沢栄一（NHK、1983年）深谷市
- 東京の秋（TBSテレビ、1985年）所沢市[142]
- 真田太平記（NHK、1986年）- 最終回「生きる」で小松殿の終焉の地として鴻巣宿が描かれている。
- 火曜サスペンス劇場 監察医・室生亜季子シリーズ（日本テレビ、1986-2007年）川越市[143][144]
- 裸の大将放浪記（フジテレビ、1986年）- 第19話「清とお化けと夏祭り」、第20話「清の秩父路オニ退治」は秩父地方が舞台[145][146]。
- 渡された場面（日本テレビ、1987年）秩父市
- 春日局（NHK、1989年）- 作品内で川越市の喜多院が描かれている[147]。
- 暴れん坊将軍III（テレビ朝日、1990年）- 第112話「秩父はたおり唄」（秩父[148]）、第124話「流転笠、江戸のつむじ風！」（熊谷宿[149]）
- 黒い空（テレビ朝日、1990年）川越市
- 明日になれば-あるホームヘルパーの物語-（テレビ東京系列、1990年）川越市[150]
- 太平記（NHK、1991年）- 第21回「京都攻略」では新田軍と足利の名代・千寿王の女影原（後の日高市）付近での合流や小手指原の戦いが描かれている。
- 月曜・女のサスペンス（テレビ東京、1991年）- 「秩父三十四所復讐巡礼」[151]
- はばたけ6年（NHK、1993年）岩槻市
- 火曜サスペンス劇場 盲人探偵・松永礼太郎（日本テレビ、1995年）- 第4作「警察嫌い」は秩父が舞台[152]。
- さわやか3組（NHK、1999年）狭山市狭山市立南小学校が舞台[153]。
- 新・南部大吉交番日記（NHK BS2、1999年）さいたま市大宮区[154]
- 巡査 - 埼玉県警黒瀬南署の夏 -（BS-i、2001年）[155]
- 鬼畜（日本テレビ、2002年、主演：ビートたけし）川口市[156]
- お祭り弁護士・澤田吾朗（テレビ朝日、2002年）第2作「秩父夜祭りに消えた女、恋人に殺人容疑が！巨大笠鉾引き踊り、打ち上げ花火が暴いた真犯人」は秩父市が舞台[157]。
- 遺言 桶川ストーカー殺人事件の深層（日本テレビ、2002年）桶川市[158]
- ひまわり〜桶川女子大生ストーカー殺人事件〜（テレビ朝日、2003年）桶川市
- ご近所探偵TOMOE（WOWOW、2003年）さいたま市
- つぐない（TBS、2004年）
- 新選組!（NHK、2004年）- 第13回「芹沢鴨、爆発」は本庄宿（後の本庄市）が舞台[159]。
- ウィルスパニック2006夏〜街は感染した〜（日本テレビ、2006年）県内の架空の街
- 風林火山（NHK、2007年）- 第23回「河越夜戦」では川越城周辺[160]、第46回「関東出兵」では忍城や松山城が描かれている[161]。
- 夫婦道（TBSテレビ、2007-2009年）入間市[162]
- 三代目のヨメ!（TBSテレビ、2008年）草加市[163]
- つばさ （NHK、2009年）川越市[164]
- 経済ドキュメンタリードラマ ルビコンの決断（テレビ東京、2009年）- 第10回「振り込め詐欺はこうして捕まった! 〜82歳と66歳 勇気ある作戦」は県内が舞台[165]。
- 野田ともうします。 （NHK、2010-2012年）作中の東京平成大学の所在地[166]
- 熱いぞ!!猫ヶ谷!!（名古屋テレビ放送、2010年）猫ヶ谷市という架空の都市が舞台[167][168]
- もっと熱いぞ!猫ヶ谷!!（名古屋テレビ放送、2011年）『熱いぞ!!猫ヶ谷』の続編[167]。
- 鉄道警察官・清村公三郎（テレビ東京、2011年）- 第7作「秩父長瀞〜連続殺人レール」は秩父が舞台[169]。
- おかしな刑事（テレビ朝日、2011年）- 第7作「サクラソウは見ていた！死体に付いた花弁と女流画家の美しい罠」はさいたま市が舞台[170]。
- 保身（テレビ東京、2011年）
- TOKYO コントロール（フジテレビ、2012年）所沢市[171]
- 悪党（フジテレビ、2012年）県南部[172]
- 西村京太郎トラベルミステリー（テレビ朝日、2013年）- 第60作「秩父SL・3月23日の証言〜大逆転法廷!! 」は秩父が舞台[173]。
- 空飛ぶ広報室（TBS、2013年）- 舞台の一つとして入間基地が登場している。
- おやじの背中（TBSテレビ、2014年）- 第4話「母の秘密」は秩父が舞台[174]。
- 幼獣マメシバ 望郷篇（独立UHF局 他、2014年）さいたま市岩槻区[175]
- あの日見た花の名前を僕達はまだ知らない。（フジテレビ、2015年）秩父市[176]
- 武蔵忍法伝 忍者烈風（TOKYO MX2ほか、2015年）県西部[177]
- 水曜ミステリー9 黒星警部の密室捜査（テレビ東京、2015年）- 熊谷市[178]
- 一路（NHK BSプレミアム、2015年）- 第8回「憎しみと悲しみ」では深谷宿[179]、最終回「明日への戦い」では荒川の渡し場が描かれている[180]。
- 孤独のグルメ
  - Season5（テレビ東京、2015年）- 第11話「埼玉県越谷市せんげん台のカキのムニエルとアメリカンソースのオムライス」は越谷市が舞台[181]。
  - Season7（テレビ東京、2018年）- 第1話「埼玉県上尾市本町の肩ロースカツ定食」は上尾市が舞台[182]。
  - Season8（テレビ東京、2019年）- 第4話「埼玉県新座市の肉汁うどんと西東京市ひばりが丘のカステラパンケーキ」は新座市が舞台[183]。
  - 2020大晦日スペシャル（テレビ東京、2020年）- 「東京都虎ノ門の海老フライと神奈川県北山田のロースター焼き肉と埼玉県秩父のチャーハン餃子」は秩父市が舞台[184]。
- 真田丸（NHK、2016年）- 第23回「攻略」では忍城の戦いが描かれている[185]。
- 坂東武人 武蔵（テレビ埼玉、2016年）県内[186]
- ヒポクラテスの誓い（WOWOW、2016年）
- はぐれ署長の殺人急行（TBS、2017年）- 第2作「秩父SL迷宮ダイヤ」は秩父市が舞台[187]。
- SRサイタマノラッパー〜マイクの細道〜（テレビ東京、2017年）- #001、#011はサイタマ・フクヤが舞台[188][189]。
- テミスの剣（テレビ東京、2017年）県内[190]
- 陸王（TBS、2017年）行田市[191]
- セシルのもくろみ（フジテレビ、2017年）春日部市[192]
- 越谷サイコー（NHK、2018年）越谷市[193]
- ミッドナイト・ジャーナル 消えた誘拐犯を追え!七年目の真実（テレビ東京、2018年）
- リケ恋〜理系が恋に落ちたので証明してみた。〜（テレビ埼玉ほか、2018年）
- 日本ボロ宿紀行（テレビ東京、2019年）- 第9話「埼玉県秩父市 ゲストハウス錦」は秩父市[194]、第10話「埼玉県寄居町 山崎屋旅館」は寄居町が舞台[195]。
- 鎧勇騎 月兎（TOKYO MX2、2019年）川越市[196]
- 盤上の向日葵（NHK BSプレミアム、2019年）
- 連続殺人鬼カエル男（関西テレビ、2020年）県内[197]
- 誰かが、見ている（Amazon Prime Video、2020年）和光市
- 青天を衝け（NHK、2021年）深谷市[198][199]
- ハコヅメ〜たたかう!交番女子〜（日本テレビ、2021年）- 埼玉県警町山署町山交番が舞台[200]
- 西村京太郎サスペンス 鉄道捜査官（テレビ朝日、2021年）- 第19作「秩父SLパレオエクスプレス、縁結び殺人ツアー!幻の温泉が暴く衝撃時刻表トリック」は秩父が舞台[201]。
- 雨に消えた向日葵（WOWOW、2022年）[202]
- リバーサルオーケストラ（日本テレビ、2023年）[203]
- ブラッシュアップライフ（日本テレビ、2023年）[204]
- J-BOT ケロ太（TOKYO MX2、2023年）飯能市[205]

## 映画

### 実写
- あゝ玉杯に花うけて（さいたま市浦和区[14]、監督：小澤得二、1929年[206]）
- 密林の怪獣群（秩父、監督：山内俊英、出演：山吹徳二郎、1938年[207]）
- 暴力の街（東条町という架空の都市が舞台、監督：山本薩夫、主演：池部良、1950年）-本庄事件を扱ったドキュメンタリー作品の映画化[208]。
- 秩父水滸伝（秩父地方、監督：小石栄一、主演：河津清三郎、1954年[209]）
- 赤胴鈴之助 黒雲谷の雷人（秩父山麓[210]、監督：渡辺実、1958年）
- 狼（正丸峠、監督：新藤兼人、出演：乙羽信子、1958年）
- 新吾十番勝負（主演：大川橋蔵、川口松太郎の同名小説の映画化）
  - 新吾十番勝負（武州大台ケ原[211]、監督：松田定次、1959年）
  - 新吾十番勝負 第二部（秩父[212]、監督：小沢茂弘、1959年）
  - 新吾二十番勝負 第二部（秩父大台ケ原[213]、監督：松田定次、1961年）
  - 新吾二十番勝負 完結篇（秩父[214]、監督：松田定次、1961年）
- がんばれ!盤嶽（冒頭の舞台が栗橋[215]、主演：小林桂樹、監督：松林宗恵、1960年）
- 沓掛時次郎（熊谷市、監督：池広一夫、主演：市川雷蔵、1961年[216]）
- ちいさこべ（冒頭の舞台が川越[217]、監督：田坂具隆、出演：中村錦之助、1962年）
- キューポラのある街（川口市[218]、主演：吉永小百合、脚本：今村昌平、1962年）
- 右京之介巡察記（秩父[219]、監督：長谷川安人、主演：大川橋蔵、1963年）
- 続・キューポラのある街 未成年（川口市[220]、主演：吉永小百合、1965年）
- 秩父水滸伝 必殺剣（秩父地方、監督：野口晴康、主演：高橋英樹、1965年[221]）
- 秩父水滸伝 影を斬る剣（飯能市、監督：井田探、1967年[222]）
- 十一人の侍（忍藩・房川渡[223]、主演：夏八木勲、1967年）
- 座頭市果し状（秩父[224]、主演：勝新太郎、監督：安田公義、1968年）
- あゝ陸軍隼戦闘隊（序盤の舞台が所沢陸軍飛行学校[225]、主演：佐藤允、監督：村山三男、1969年）
- 関東テキヤ一家 喧嘩火祭り（秩父、監督：鈴木則文、出演：菅原文太、渡瀬恒彦、梅宮辰夫、1971年）
- 赤胴鈴之助（秩父山中で生れ育った鈴之助が日本一の剣士を目指し江戸へ赴く[226]、原作：武内つなよし、脚本：山崎晴哉、1972年）
- 狭山の黒い雨（狭山市、監督：須藤久、脚本：土方鉄、1973年）
- 新幹線大爆破（長瀞町・寄居町、出演：高倉健、監督：佐藤純弥、1975年）
- 人妻集団暴行致死事件（監督：田中登、主演：室田日出男、1978年）
- 鬼畜（川越市[227]、原作：松本清張、主演：緒形拳、1978年）
- 愛の陽炎（飯能市[228]、主演：いとうまい子、監督：三村晴彦、脚本：橋本忍、1986年）
- 死霊の罠（旧米軍朝霞キャンプ、主演：小野みゆき、監督：池田敏春、1988年）
- Shall we ダンス?（所沢市[229][230]、主演：役所広司、監督：周防正行、1996年）
- 友子の場合（さいたま市北区、監督：本広克行、出演：ともさかりえ、1996年）
- 鉄塔 武蔵野線（新座市・所沢市・三芳町・川越市・狭山市・日高市[231]、主演：伊藤淳史、1997年）
- チー公大作戦（秩父の架空の村[232]、監督：杉崎智介、2001年）
- 初恋のふる里 (加須市大利根地区、監督：小林浩隆、主演：安藤貴子(Pinkish)、2003年)[233]
- 草の乱（秩父事件を題材としている[234]、出演：緒形直人、杉本哲太、2004年）
- タナカヒロシのすべて（さいたま市[235]、主演：鳥肌実、2005年）
- 青春☆金属バット（所沢市[236]、監督：熊切和嘉、主演：竹原ピストル（野狐禅）、2006年）
- スリーカウント（作中の埼玉ガールズの所在地[237]、監督：窪田将治、2009年）
- BALLAD 名もなき恋のうた（春日部がモチーフとされる春日の国が舞台、隣国に岩槻、越谷の国、主演：草彅剛、新垣結衣、2009年）
- SR サイタマノラッパー（サイタマ県北部のフクヤ市が舞台[238][239]、監督：入江悠、2009年）
- 誘拐ラプソディー（さいたま市、主演：高橋克典、2010年）
- 月あかりの下で ある定時制高校の記憶（さいたま市[240]、監督：太田直子、2010年）
- ネムリバ（川越市[241]、監督：園田 新[242]、主演：小野まりえ、2010年）
- マイ・バック・ページ （朝霞自衛官殺害事件の回想を軸とした作品、監督：山下敦弘、出演：妻夫木聡、松山ケンイチ、2011年）
- JAZZ爺MEN（本庄市[243]、出演：井上順、2011年）
- のぼうの城（行田市・忍城[244]、出演：野村萬斎、榮倉奈々、成宮寛貴、2012年）
- ドキュメント灰野敬二（川越、主演：灰野敬二、監督：白尾一博、2012年）
- 武蔵野S町物語（志木市[46]、監督：金澤克次、出演：大杉漣、宮崎美子、2012年）
- 武蔵野線の姉妹（設定は埼玉県某市・N座駅周辺[245]、出演：加藤夏希、2012年）
- フタバから遠く離れて（加須市・騎西地区[246]、監督：舩橋淳、2012年）
- 埼玉家族（当県を舞台にしたオムニバス作品[247]、監督：福山功起、加瀬聡、2013年）
- くちづけ（本庄市[248]、監督：堤幸彦、出演：貫地谷しほり、竹中直人、2013年）
- 箱入り息子の恋（ふじみ野市[249]、監督：市井昌秀、出演：星野源、夏帆、製作/配給：キノフィルムズ、2013年）
- フタバから遠く離れて 第二部（加須市・騎西地区[250]、監督：舩橋淳、2014年）
- オオカミによろしく（秩父、監督：真田幹也、出演：緒沢あかり、2014年）
- 武蔵忍法伝 忍者烈風（県西部[251]、監督：木川泰宏、2014年）
- 渇き。（大宮、監督：中島哲也、出演：役所広司、2014年）
- 埼玉のピーオーブィ （埼玉県広報映画 / 監督：森澤透馬、出演：滝口ひかり、2015年）
- 鉄の子（川口市[252]、監督：福山功起、2016年）
- そうして私たちはプールに金魚を、（狭山市[253]、監督：長久允、2016年）
- 心が叫びたがってるんだ。（秩父市・横瀬町、監督：熊澤尚人、出演：中島健人、2017年）
- ビジランテ（深谷市[254]、監督：入江悠、出演：大森南朋、2017年）
- 武蔵野（三富新田、監督：原村政樹、2018年）
- 人生をしまう時間（新座市、出演：小堀鴎一郎、2018年）
- 来る（和光市、監督：中島哲也、出演：岡田准一、妻夫木聡、黒木華、2018年）
- たまえのスーパーはらわた（さいたま市[255]、監督：上田慎一郎、出演：白石優愛、2018年）
- 翔んで埼玉（三郷市・流山橋周辺[256]、監督：武内英樹、出演：二階堂ふみ、GACKT、2019年）
- あの日のオルガン（蓮田市[257]、監督：平松恵美子、出演：戸田恵梨香、2019年）
- 一粒の麦 荻野吟子の生涯（熊谷市[258]、監督：山田火砂子、出演：若村麻由美、2019年）
- 漫画誕生（さいたま市北区、監督：大木萠、出演：イッセー尾形、2019年）
- アルプススタンドのはしの方（埼玉県立東入間高校という架空の学校、監督：城定秀夫、出演：小野莉奈、2020年）
- 望み（所沢市、監督：堤幸彦、出演：堤真一、石田ゆり子、2020年）
- 妖怪大戦争 ガーディアンズ（所沢市[259]、監督：三池崇史、出演：寺田心、2021年）
- シュシュシュの娘（福谷市という架空の街[260]、監督：入江悠、出演：福田沙紀、2021年）
- ロード・オブ・ONARI ～未来へつなぐ想い～（川口市[261]、監督：酒井善史、出演：津田寛治、2022年）
- マイスモールランド（川口市[262]、監督：川和田恵真、出演：嵐莉菜、2022年）
- ラストサマーウォーズ（入間市[263]、監督：宮岡太郎、出演：阿久津慶人、2022年）
- 翔んで埼玉 〜琵琶湖より愛をこめて〜（熊谷市、監督：武内英樹、出演：二階堂ふみ、GACKT、2023年）
- 平場の月（朝霞市・新座市・志木市、監督：土井裕泰、出演：堺雅人、2025年）

### アニメ
- パンダコパンダ（所沢市北秋津[264]、監督：高畑勲、原案・脚本：宮崎駿、1972年）
- となりのトトロ（所沢市松郷周辺[265]、監督：宮崎駿、1988年）
- がんばれ!!タブチくん!!劇場版（いずれも西武ライオンズを描いた作品[266]）
  - がんばれ!!タブチくん!!（監督：芝山努、1979年）
  - がんばれ!!タブチくん!!第2弾 激闘ペナントレース（監督：芝山努、1980年）
  - がんばれ!!タブチくん!!初笑い第3弾 あゝツッパリ人生（監督：芝山努、1980年）

- クレヨンしんちゃん劇場版

春日部情報発信館に設置されている『クレヨンしんちゃん』のパネル

  - クレヨンしんちゃん アクション仮面VSハイグレ魔王（監督：本郷みつる、1993年）
  - クレヨンしんちゃん ブリブリ王国の秘宝（監督：本郷みつる、1994年）
  - クレヨンしんちゃん 雲黒斎の野望（監督：本郷みつる、1995年）
  - クレヨンしんちゃん ヘンダーランドの大冒険（監督：本郷みつる、1996年）
  - クレヨンしんちゃん 暗黒タマタマ大追跡（監督：原恵一、1997年）
  - クレヨンしんちゃん 爆発!温泉わくわく大決戦（監督：原恵一、1999年）
  - クレヨンしんちゃん 嵐を呼ぶ モーレツ!オトナ帝国の逆襲（監督：原恵一、2001年）
  - クレヨンしんちゃん 嵐を呼ぶ アッパレ!戦国大合戦（監督：原恵一、2002年）
  - クレヨンしんちゃん 嵐を呼ぶ 栄光のヤキニクロード（監督：水島努、2003年）
  - クレヨンしんちゃん 嵐を呼ぶ!夕陽のカスカベボーイズ（監督：水島努、2004年）
  - クレヨンしんちゃん 伝説を呼ぶブリブリ 3分ポッキリ大進撃（監督：ムトウユージ、2005年）
  - クレヨンしんちゃん 伝説を呼ぶ 踊れ!アミーゴ!（監督：ムトウユージ、2006年）
  - クレヨンしんちゃん 嵐を呼ぶ 歌うケツだけ爆弾!（監督：ムトウユージ、2007年）
  - クレヨンしんちゃん ちょー嵐を呼ぶ 金矛の勇者（監督：本郷みつる、2008年）
  - クレヨンしんちゃん オタケベ!カスカベ野生王国（監督：しぎのあきら、2009年）
  - クレヨンしんちゃん 超時空!嵐を呼ぶオラの花嫁（監督：しぎのあきら、2010年）
  - クレヨンしんちゃん 嵐を呼ぶ黄金のスパイ大作戦（監督：増井壮一、2011年）
  - クレヨンしんちゃん 嵐を呼ぶ!オラと宇宙のプリンセス（監督：増井壮一、2012年）
  - クレヨンしんちゃん バカうまっ!B級グルメサバイバル!!（監督：橋本昌和、2013年）
  - クレヨンしんちゃん ガチンコ!逆襲のロボとーちゃん（監督：髙橋渉、2014年）
  - クレヨンしんちゃん オラの引越し物語 サボテン大襲撃（監督：橋本昌和、2015年）
  - クレヨンしんちゃん 爆睡!ユメミーワールド大突撃（監督：高橋渉、2016年）
  - クレヨンしんちゃん 襲来!!宇宙人シリリ（監督：橋本昌和、2017年）
  - クレヨンしんちゃん 爆盛!カンフーボーイズ〜拉麺大乱〜（監督：高橋渉、2018年）
  - クレヨンしんちゃん 激突! ラクガキングダムとほぼ四人の勇者（監督：橋本昌和、2020年）
  - クレヨンしんちゃん 謎メキ!花の天カス学園（監督：高橋渉、2021年）
  - クレヨンしんちゃん もののけニンジャ珍風伝（監督：橋本昌和、2022年）
  - しん次元! クレヨンしんちゃん THE MOVIE 超能力大決戦 〜とべとべ手巻き寿司〜（監督：大根仁、2023年）
  - クレヨンしんちゃん オラたちの恐竜日記（監督：佐々木忍、2024年）
  - クレヨンしんちゃん 超華麗!灼熱のカスカベダンサーズ（監督：橋本昌和、2025年）
- どんぐりの家（1997年）
- ほしのこえ（さいたま市大宮区（大宮駅前）・新座市[267]、主人公が度々訪れるバス停に「さいたま」と記載、監督：新海誠、2002年）
- 秒速5センチメートル (武蔵浦和駅構内、大宮駅構内、久喜駅に停車中の宇都宮線電車内、監督：新海誠、2007年)
- ホッタラケの島 〜遥と魔法の鏡〜（入間市宮寺の出雲祝神社が舞台[268]、2009年）
- あの日見た花の名前を僕達はまだ知らない。（秩父市[269]、監督：長井龍雪、2013年）
- 心が叫びたがってるんだ。（秩父市・横瀬町[270][271]、監督：長井龍雪、2015年）
- 亜人 -衝動-（主人公の出身地が入間市[272]、総監督：瀬下寛之、監督：安藤裕章、2015年）
- 空の青さを知る人よ（秩父市[273][274]、監督：長井龍雪、2019年）
- 神在月のこども（鴻巣市・児玉郡上里町、脚本：三宅隆太、2021年）
- ブルーサーマル（熊谷市[275]、監督：橘正紀、2022年）
- 私に天使が舞い降りた！プレシャス・フレンズ（長瀞町[276]）

## 漫画
- アイアムアヒーロー（花沢健吾）：来栖編（112話 - ）の舞台が久喜市。
- 藍より青し（文月晃）：新座市・大井町（現・ふじみ野市）・富士見市（ふじみ野駅周辺）などを中心とした東武東上線沿線や県内各地が舞台[277]。
- AWAY -アウェイ-（萩尾望都）：榛野市という架空の都市が舞台[278]。
- 青空少女隊（清水としみつ）：航空自衛隊入間基地が舞台[279]。
- 青空のドリーマー（宮脇ゆきの）
- アオのハコ（三浦糀）
- 赤き血のイレブン（梶原一騎・園田光慶）：作中の新生高等学校の所在地[280]。同校はさいたま市立浦和南高等学校（さいたま市南区）がモデル[280]。
- 赤菱のイレブン（古沢優）：浦和市（現・さいたま市）
- アクション仮面（西脇だっと）：春日部市
- 惡の華（押見修造）：高校生編の舞台が県内。
- アゲイン!!（久保ミツロウ）：作中の加保須南高等学校の所在地[281]。同校は埼玉県立不動岡高等学校がモデル[282]。
- あした天気になあれ（ちばてつや）：第1巻の冒頭から東京と埼玉に挟まれた荒川の両河川敷が舞台となっていることが示され[283]、第10巻では主人公を埼玉出身と紹介[284]。第12巻の図解では主人公が所属する新荒川CCが埼玉側にある様に描写されている[285]。
- 亜人（桜井画門）：主人公が入間市出身であり、作品に埼玉県警の警官や入間市駅、入間基地が登場する[286][287]。
- 熱いぞ!猫ヶ谷!!（克・亜樹）：熊谷市をモデルとした[288] 猫ヶ谷市という架空の都市が舞台[289]。
- アノナツ -1959-（福井あしび）：作中の県立法宮高等学校の所在地[290]。
- あの日見た花の名前を僕達はまだ知らない。（泉光）：秩父市
- アフロ田中シリーズ（のりつけ雅春）：初期の「高校アフロ田中」・「中退アフロ田中」で主人公の自宅が加須市花崎にある設定[277]
- 暗転エピローグ（生田善子）：作中の県立百澤高等学校の所在地が所沢市[291]。
- 行け!稲中卓球部（古谷実）：作者の出身校であるさいたま市立大谷口中学校が作中の稲豊市立稲豊中学校のモデルとされており[280]、ライバル校のほか近隣の地名が登場する[280]。
- 1518!（相田裕）：作中の松栢学院大付属武蔵第一高校の所在地が川越市[292]。
- 頭文字D（しげの秀一）：東秩父村・正丸峠・定峰峠・間瀬峠・土坂峠[293]。第22巻から第25巻において県西部を舞台に、群馬県の公道レースチーム「プロジェクトD」と埼玉県北西エリア連合との対決が描かれた[293]。
- イレブン（七三太朗・高橋広）：作中の県立武蔵台高等学校の所在地。
- ウインドミル（橋口隆志）：さいたま市浦和区（作中表記は浦羽市）・大宮区[280]
- 兎山女子高校2年1組!!（清水幸）：作中の兎山女子高校の所在地。
- 雨天の盆栽（つるかめ）：さいたま市北区[294]
- 裏世界ピクニック（水野英多）：さいたま市大宮区・桜区
- 浦和HolyOrder（山本和生）：さいたま市を改めた架空の都市・新浦和市が舞台[295]。
- AI:パト!（やぎさわ景一）：鴻巣市（作中表記は鴎ノ巣市）[296]
- エースをねらえ!（山本鈴美香）：主要登場人物の宗方仁が浦和に在住し、作中の「県立西高等学校」は埼玉県立浦和西高等学校をモデルとするなど、浦和周辺が舞台であることを示唆している[280]。

- 王道の狗（安彦良和）：秩父地方[297]

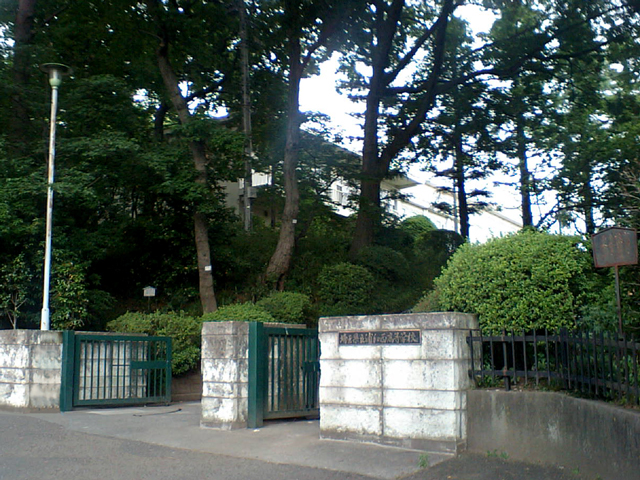
『エースをねらえ!』や『おおきく振りかぶって』の舞台のモデルとなった埼玉県立浦和西高等学校

- おおきく振りかぶって（ひぐちアサ）：埼玉県立浦和西高等学校（さいたま市浦和区）をモデルとした「西浦高等学校」を舞台とし、同校の校舎や硬式野球部の使用する第2グラウンドなどが描写されている[298]。
- 小倉アンのおいしい生活。（渡邉ポポ）：秩父市[299]
- おしゃれ手帖（長尾謙一郎）
- 弟キャッチャー俺ピッチャーで!（兎中信志）：作中の枚鷹高等学校の所在地[300]。
- オニデレ（クリスタルな洋介）：さいたま県虹ノ瀬町が舞台。
- おれがヒーロー（竜崎遼児）：所沢市[301]
- カイタン （木崎拓史）：さいたま市大宮区
- ガズリング（才谷ウメタロウ）：作中の松葉高校の所在地。
- 片翼シャトル（栗田あぐり） [302]
- かってに改蔵（久米田康治）：東京都練馬区との境に位置する「とらうま町（しがらみ町）」という架空の町が舞台である[303]。初期は与野本町（さいたま市中央区）を舞台としていた[303]。
- かっとばせ!キヨハラくん（河合じゅんじ）：所沢市（作中表記は所池市）
- かってに志土（吉村哲也）：所沢市
- 風飛び一斗（門馬もとき）：作中の鳴峰高等学校の所在地が所沢市。
- カリュクス（岬下部せすな）[304]
- 枯野の宿（つげ義春）：羽生市
- 川越の書生さん（幹本ヤエ）：川越市
- 考える犬（守村大）：所沢市[305]
- 神主さんの日常（瀬上あきら）：秩父三峯神社が舞台[306]。
- がんばれ!!タブチくん（いしいひさいち）：所沢市[307]、西武ライオンズ球場
- がんばれ!メメ子ちゃん（むんこ）
- 消えた初恋
- キャプテン翼（高橋陽一）：第16回全国中学生サッカー大会の舞台として埼玉県営大宮公園サッカー場が描かれている[308]。また、日向小次郎や若島津健らの出身地および、彼らが在籍した明和FCの所在地は三郷市としている[309]。
- キン肉マン（ゆでたまご）：「7人の悪魔超人編」の秩父連山の断崖絶壁デスマッチでテリーマンとザ・魔雲天が対戦。
- くノ一探偵局（伊万里すみ子）：志木市[310]
- くまがヤン（横島一）：熊谷市[311]
- GREEN〜農家のヨメになりたい〜（二ノ宮知子）：秩父市[293]
- クレヨンしんちゃん（臼井儀人）：春日部市[312]
- ゲイン（なかいま強）：県立亀尾高校の所在地[313]。
- ゲーセン少女と異文化交流（安原宏和）: 所沢市
- 月刊少女野崎くん （椿いづみ）:所沢市
- ケッチン（きらたかし）：上福岡市
- 蹴児（千田純生）：作中の私立根尾井学園高等学校の所在地[314]。
- 賢者の学び舎 防衛医科大学校物語（山本亜季）：所沢市[315]
- ケンネル所沢（おおつぼマキ）：所沢市
- 豪球ヤマト（井上コオ）：作中の私立奥秩父高等学校の所在地。
- 工業哀歌バレーボーイズ（村田ひろゆき）：作中の県立朝沼工業高等学校の所在地[316]。
- 好色哀歌 元バレーボーイズ（村田ひろゆき）[317]
- 硬派!埼玉レグルス（山本コーシロー）：作中のプロ野球球団・埼玉レグルスの所在地[318]。
- 刻刻（堀尾省太）：所沢市周辺[319]
- 心が叫びたがってるんだ。（阿久井真）：秩父市[320]
- こちら埼玉山の上大学ボクシング部（唯洋一郎）：嵐山町
- 子供学級（桜井のりお）：上尾市
- この恋、茶番につき!?（山中梅鉢）：入間市[321]
- 殺せんせーVS斉木楠雄〜入間市最終決戦〜（麻生周一・松井優征）：入間市[322][323]
- 埼玉県のひみつ（おだぎみを）[324]
- 埼玉の女子高生ってどう思いますか?（渡邉ポポ）：行田市[325]
- さくら!咲きますッ（麻生いずみ）：さいたま市浦和区
- さよなら私のクラマー（新川直司）：作中の県立蕨青南高等学校の所在地が蕨市。
- Jドリーム（塀内夏子）：浦和市（現・さいたま市）
- G-onらいだーす（小野敏洋）：さいたま市
- 地獄のサラリーマン（蛭子能収）：所沢市[326]
- ジゴロ次五郎（加瀬あつし）：川越市（作中表記は河越市）
- 失踪日記（吾妻ひでお）：入間市[327]
- シャーマンキング（武井宏之）：舞台は埼玉県新座市と東京都西東京市の狭間にある温泉街「ふんばりが丘」。主人公たちの住む「ふんばり温泉」の住所は、届いた小包の宛先から新座市栗原であることが分かる。
- シャーマンキングFLOWERS（武井宏之）
- 勝利の朝（塀内夏子）
- 勝利の女神だって野球したい!（松本ミトヒ。）：狭山市
- 新所沢の光（蛭子能収）
- スーパーチューナー ばっくれ（とんぼはうす）
- 砂の栄冠（三田紀房）：県西部にある架空の市、樫野市を舞台とする[328]。作中の樫野高校は群馬県立高崎高校がモデル[329]。
- 西武新宿戦線異状なし（押井守・大野安之）： 第三話以降の舞台が所沢。
- 瀬戸の花嫁（木村太彦）：新座市
- セニョール・パ（かざま鋭二）：所沢市
- 増殖少女プラナちゃん!（晴瀬ひろき）
- その着せ替え人形は恋をする（福田晋一）：さいたま市岩槻区

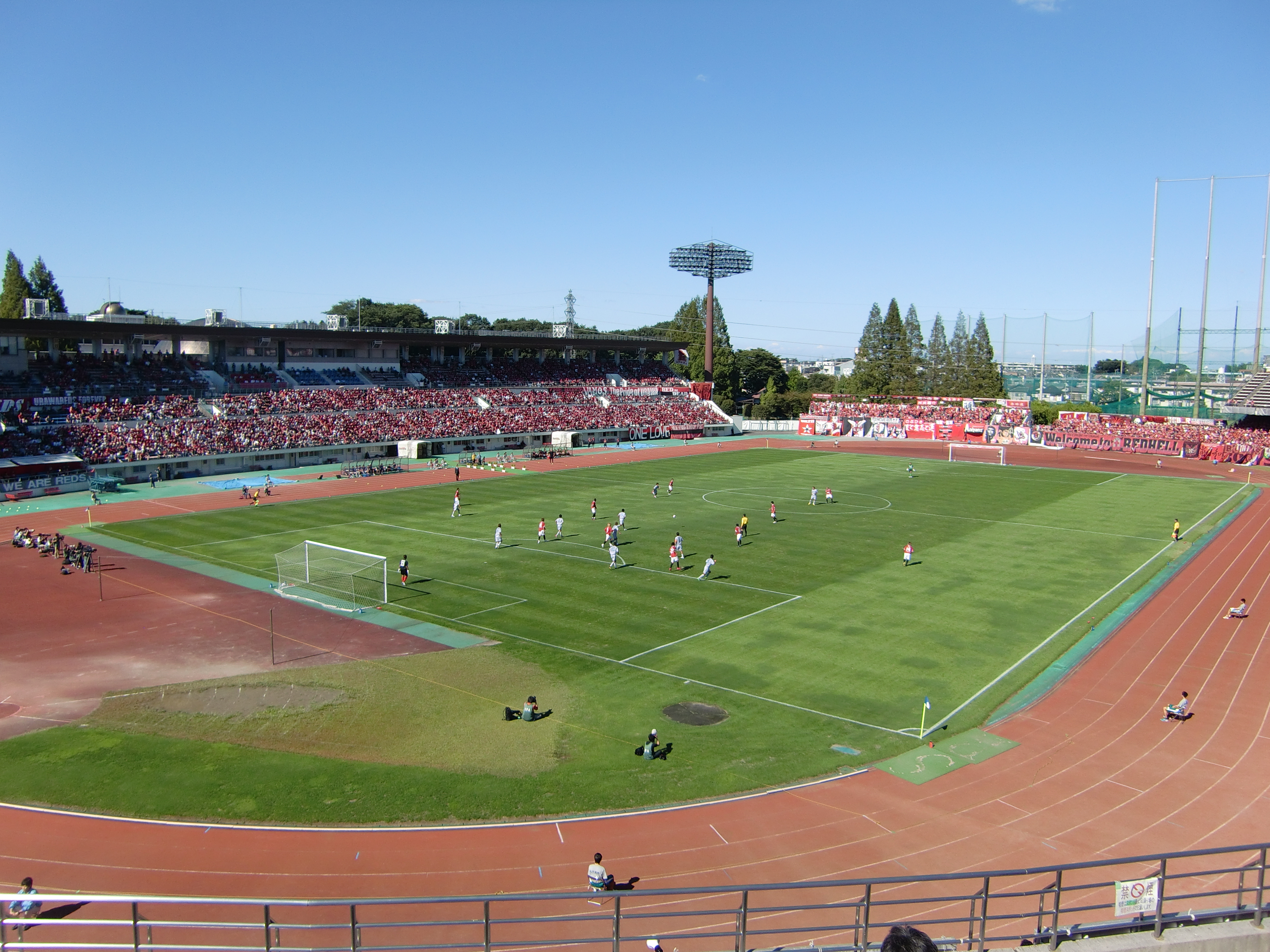
県内を舞台としたサッカー漫画に登場するさいたま市駒場スタジアム

- 宙のまにまに（柏原麻実）：さいたま市、朝霞市。登場する施設は、さいたま市の施設をモデルにしている。小杉野駅は、JR北朝霞駅及び東武東上線朝霞台駅をモデルにしている。
- 大攻者ナギ（加遠宏伸）：秩父地方
- だって愛してる（むんこ）
- たまのこしかけ（荻野眞弓）
- 球詠（マウンテンプクイチ）：作中の新越谷高校の所在地[330]。
- 超機動暴発蹴球野郎 リベロの武田（にわのまこと）：作中の県立あけぼの高等学校の所在地。
- ちはやふる（末次由紀）：高校1年時の埼玉大会の舞台として戸田市スポーツセンター[331]、1年時の川口大会と2年時の吉野会大会の舞台として川口総合文化センターが描かれている[332][333]。
- 作ってあげたい小江戸ごはん ～たぬき食堂、はじめました！～（高橋由太・あるた梨沙）：川越市[334]
- つぐもも（浜田よしかづ）：上尾市をモデルとした「上岡市」という架空の市を舞台としている。
- 椿ナイトクラブ（哲弘）：狭山市入曽。作中表記は入曽市。
- 定額制夫の「こづかい万歳」〜月額2万千円の金欠ライフ〜（吉本浩二）
- 鉄人ガンマ（山本康人）：川越市・川口市
- デュエル・マスターズ（2017年版）（松本しげのぶ）：主人公の住む町が県内に所在している。
- デュエル・マスターズ キング（松本しげのぶ）
- ドカベン（水島新司）：高校2年時の秋季関東大会の舞台として埼玉県営大宮公園野球場や大宮市営球場が描かれている[335][336]。
- ドカベン プロ野球編（水島新司）：山田太郎の入団先が西武ライオンズ。
- ド級編隊エグゼロス（きただりょうま）[337]
- ドクター秩父山（田中圭一）[338]：埼玉県内の市町村・名勝が人名で登場。
- ドクター秩父山だっ!!（田中圭一）
- とっても!ラッキーマン（ガモウひろし）：越谷市蒲生[339]
- 飛ぶ教室（ひらまつつとむ）：作中の埼玉第八小学校の所在地[340]。
- 友子の場合（藤野美奈子）：さいたま市北区
- どんぐりの家（山本おさむ）：さいたま市大宮区[293]
- 翔んで埼玉（魔夜峰央）：所沢市[341]
- ナナマル サンバツ（杉基イクラ）：作中の県立文蔵高等学校の所在地[296]。
- なんくる姉さん（久米田康治）：入間市[342]
- 20世紀少年（浦沢直樹）：第19巻に登場する関所の内側の街が熊谷市[343]。関東軍の城と関所の外側の街も県北部に存在することが暗示される。
- 日本を創った男 〜渋沢栄一 青き日々〜（星野泰視）：深谷市[344]
- ニンジャスレイヤー（余湖裕輝）
- 猫神やおよろず（FLIPFLOPs）：川越市[296]
- ねらいうち!（篠原知宏）：作中の県立見沼中央高等学校の所在地[345]。
- のーどうでいず（大森しんや）：吉見町[346]
- 野田ともうします。（柘植文）
- のぼうの城（花咲アキラ）：行田市
- 涙切姫〜のぼうの城 甲斐姫外伝〜（高橋ナツコ）：行田市[347]
- ハイウェイスター（大友克洋）
- はいぱー少女ウッキー!（むんこ）
- 破壊魔定光（中平正彦）：川口市
- バカバカしいの!（ガモウひろし）：越谷市
- バクマン。（大場つぐみ・小畑健）：「谷草市」という架空の都市が舞台で、埼京線沿線にある設定[348]。
- パドラーズハイ（水屋杏里）：「千々風市」という架空の都市が舞台。
- 花影の女（花村えい子）：川越市[349]
- 花野さんとの縁結びは難しい（野広実由）[350]
- パラノ☆マ!? （玲衣）：さいたま市[351]
- BE BLUES!〜青になれ〜（田中モトユキ）：「大浦市」という架空の都市が舞台。
- FIRE BALL!（龍幸伸）：作中の県立羽ヶ丘高等学校の所在地。
- 武装錬金（和月伸宏）：当県内に位置する「銀成市」という架空の市を舞台としている[352]。
- BUYUDEN（満田拓也） [353]
- BROTHERS（田島昭宇）：戸田市
- フラッグ!（堀田あきお）
- ふらら一人でできませんっ（渡邉ポポ）：川越市
- 不良愛煙家集団ヤニーズ（哲弘）：作中表記は砕玉県[354]。
- ブルーサーマル -青凪大学体育会航空部-（小沢かな）：熊谷市妻沼地区の妻沼滑空場が舞台[355]。
- PLAY!（花見沢Q太郎）：さいたま市浦和区[356]
- 撲殺天使ドクロちゃん（桜瀬みつな）
- 撲殺天使ドクロちゃん りぴる（桐野霞）
- 僕の妻は発達障害（ナナトエリ・亀山聡）：知花の勤務先が川越。
- ぼくらのカプトン（あずまよしお）：作中の私立御幸高等学校の所在地[357]。
- 星明かりグラフィクス（山本和音）[358]。
- ぼ・ん・ど（あずまよしお）：「鷺沢市」という架空の都市が舞台。
- 舞姫 テレプシコーラ（山岸凉子）
- まい・ほーむ（むんこ）
- まっすぐ息をすって。〜朝霞北高校放送部〜（竹内じゅんや）：朝霞市[359]。
- マネーウォーズ（宮川総一郎）：浦和市（現・さいたま市）[360]
- 魔法先生ネギま!（赤松健）：川越市及びさいたま市のJR川越線沿線[361]麻帆良学園のモデルは深谷市にあるJR高崎線深谷駅[361]。
- まゆみ！（田辺真由美）：作中登場する高齢者キャラの大体が埼玉弁（飯能弁）で話し、主人公も興奮すると埼玉弁が出る。
- Mr.FULLSWING（鈴木信也）：特に地域を特定する描写は無いが、当県（特にさいたま市）が舞台。さいたま市営大宮球場が実名で登場する。
- ミクロイドS（手塚治虫）：第10章の舞台が秩父[362]。
- みつどもえ（桜井のりお）：上尾市[363]
- 宮河家の空腹（美水かがみ）
- 武蔵野線の姉妹（ユキヲ）：新座市[364]
- 無法使いアッポちゃん（羽生生純）：「ドリーム市」という架空の都市が舞台[365]。
- ムラマサ（哲弘）：狭山市入曽
- もういっぽん!（村岡ユウ）：作中の青葉西高等学校の所在地[366]。
- MOTO!（小川こうじ）：サーキット秋ヶ瀬（さいたま市桜区）が舞台[367]。
- やったろうじゃん!!（原秀則）：作中の朝霧学園高等学校の所在地。

- ヤマノススメ（しろ）：飯能市

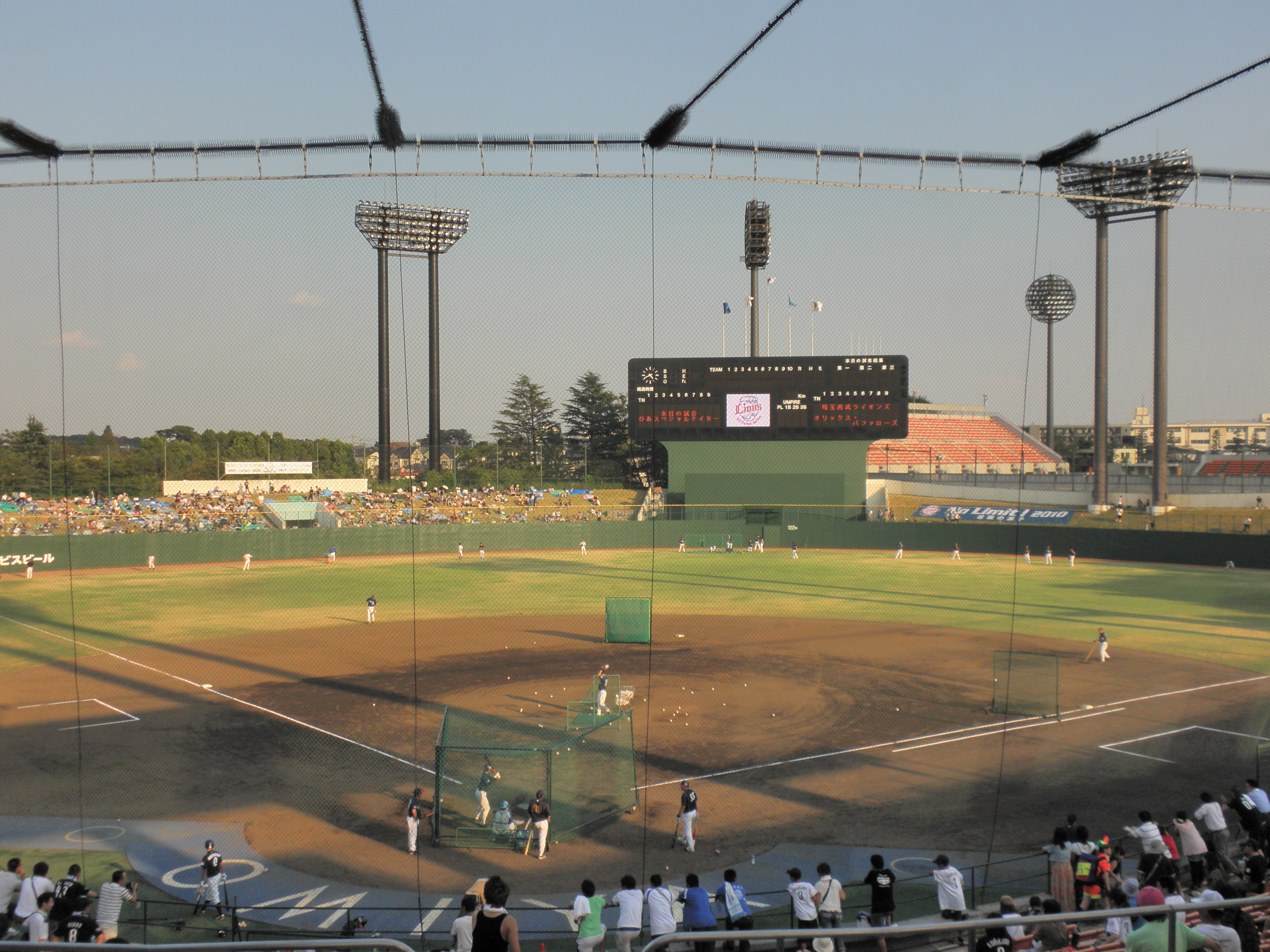
県内を舞台とした野球漫画に登場する埼玉県営大宮公園野球場

- ようこそ、自由の森の学食へ（岩田ユキ）：飯能市の自由の森学園にある学生食堂を舞台とした作品[368]。
- 酔うと化け物になる父がつらい（菊池真理子）：春日部市[369]
- ヨメキン ヨメとド近眼（葛西りいち）
- ライオン（かわぐちかいじ）：所沢市、秩父市
- らいか・デイズ（むんこ）： 県内に所在する「花丸市花丸町」という架空の町が舞台。
- らき☆すた（美水かがみ）：久喜市鷲宮、幸手市、春日部市[339]。春日部共栄高等学校をモデルとした私立陵桜学園高校を主要な舞台とし、第5巻でテレビ情報が描写されるなど埼玉県内との関係性の深い作品[339]。
- ラストイニング（中原裕）：作中の私立彩珠学院高校の所在地[298]。学校の明確な位置は定かでないが第6巻の道路標識の描写から新座市近辺と推定される[298]。
- ラフ（あだち充）：作中の私立栄泉高校の所在地[370]。同校水泳部の施設は埼玉栄高校の施設をモデルとしている[280]。
- 理系が恋に落ちたので証明してみた。（山本アリフレッド）：作中の国立彩玉大学の所在地。主要登場人物の二人が小学校時代に鴻巣市在住、彩陽医科大学鴻巣医療センターや東与野駅などの架空の施設が登場する[371][372]。
- レガッタ〜君といた永遠〜（原秀則）：戸田市・戸田漕艇場
- レッドカード（市川マサ）：作中の川口南高校の所在地[373]。
- ローリング☆ガールズ（梵辛）：所沢市[374]
- ろ〜りんぐ☆が〜るず インスピレーション×旅人（羊箱）：所沢市[375]
- WILD HALF（浅美裕子）：主人公たちが通う高校の名称が埼玉県立川江（かわのえ）高等学校。作者は川越市在住。最終話で主人公が合格した城西医科大学のモデルは作者の出身校である城西大学であり、その4号館の描写がある。
- わずかいっちょまえ（星里もちる）：所沢市周辺
- 私を球場に連れてって!（うみのとも）[376]
- ONE OUTS（甲斐谷忍）：作中のプロ野球球団、埼京彩珠リカオンズの所在地が大宮市（現・さいたま市）。

## テレビアニメ
- 藍より青し
- 青空少女隊
- 赤き血のイレブン（さいたま市南区[377]）
- 亜人
- アタッカーYOU!（杉戸町） - 実業団編。イトーヨーカドー・バレーボールがモデル

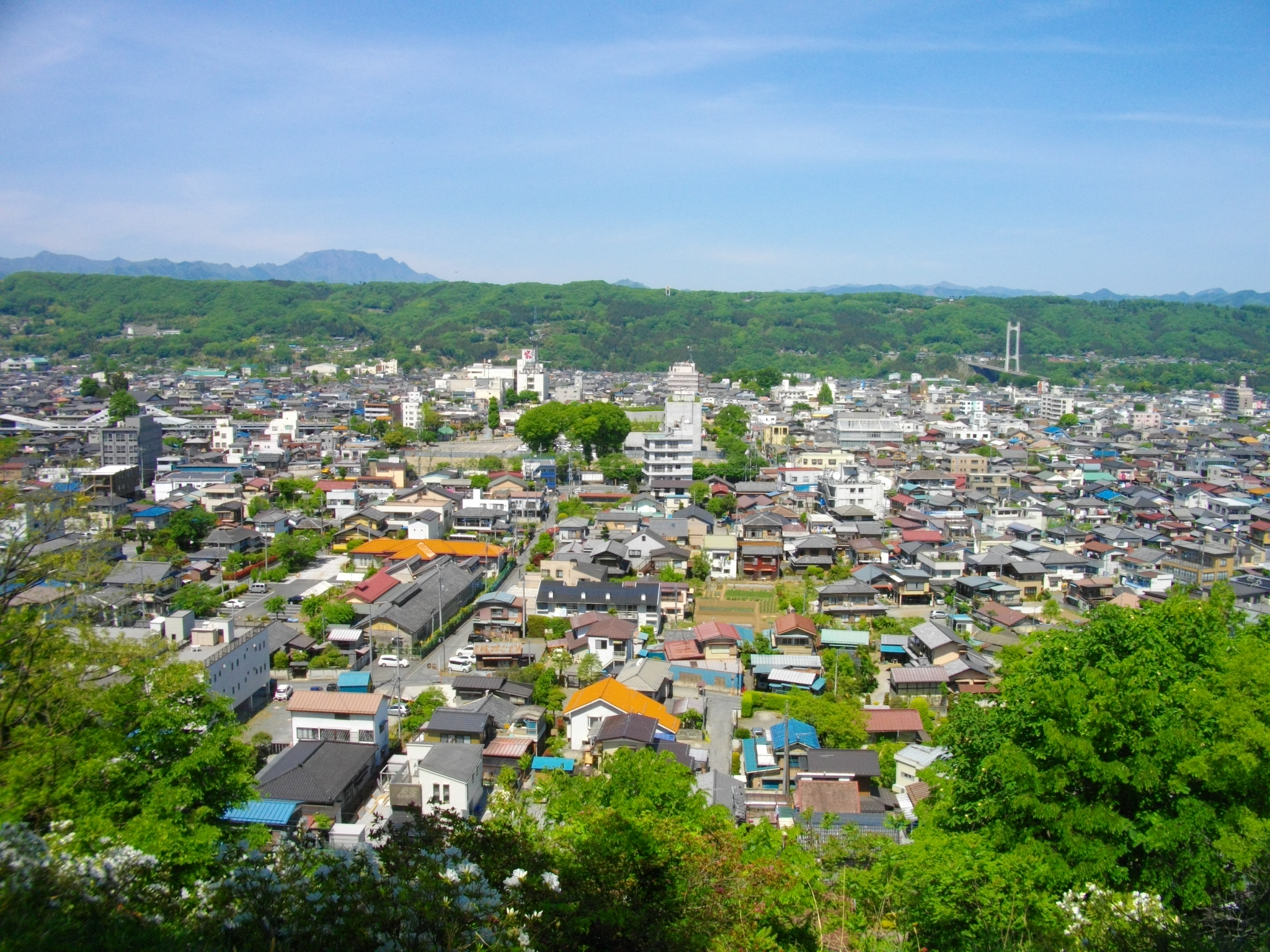
『あの日見た花の名前を僕達はまだ知らない。』の舞台となった秩父市の市街地

- あの日見た花の名前を僕達はまだ知らない。（秩父市[378]）
- 頭文字D（東秩父村・正丸峠・定峰峠・間瀬峠・土坂峠[293]）
- 裏世界ピクニック（さいたま市大宮区・桜区）
- 浦和の調ちゃん（さいたま市浦和区[379]）
- おおきく振りかぶって
- おちこぼれフルーツタルト（さいたま市大宮区[380]）- 第9話・第10話でのイベント会場が大宮ソニックシティ。
- かってに改蔵
- カバ園長の動物園日記（宮代町、白岡市）[381]
- 神様はじめました（川越市[382]）
- 空手バカ一代 - 第18話「地獄からの使者」は秩父が舞台。
- キャプテン翼（第1作）（さいたま市（旧・浦和市、大宮市）） - 第69話「牙をとぐ猛虎・小次郎」から第128話「はばたけ! 輝ける戦士たち」の舞台として描かれている。
- キャプテン翼（第4作）（さいたま市緑区） - 第34話「激戦開幕！大会スタート」から全国中学生サッカー大会の舞台として描かれている[383]。
- 機動警察パトレイバー - 作中に篠原重工所沢工場（架空の施設）がレイバーの製造を受け持つ工場として登場している。
- キン肉マン - 「7人の悪魔超人編」の秩父連山の断崖絶壁デスマッチでテリーマンとザ・魔雲天が対戦。
- クレヨンしんちゃん（春日部市）
- 恋する小惑星 （川越市[384]）
- コードギアス 反逆のルルーシュ - 作中ではテロリストの潜伏するサイタマゲットーという地域が描かれている[385]。
- 刻刻（所沢市）
- こどものじかん - 第7話「りんかんがっこう」の舞台が飯能。作中では半能。
- 小林さんちのメイドラゴン（越谷市[386]） - 作中では、「朧塚」という架空の街を舞台としている。
- 埼玉県暴走最前線 フラッグ! 死にものぐるいの青春!!
- 冴えない彼女の育てかた（和光市[387]） - 作中では、「和合市」としている。
- さよなら私のクラマー（蕨市[388]）
- 灼眼のシャナ - 御﨑市という架空の都市が舞台[277]。アニメ版では大宮駅周辺が描かれている[389]。
- 弱キャラ友崎くん（さいたま市岩槻区・大宮区・中央区・南区）
- 十兵衛ちゃん（川越市[390]） - 作中表記は「本剣越市」
- 終末トレインどこへいく？（飯能市、日高市、入間市、狭山市） - 主人公とその友人たちが西武池袋線に乗って旅をする物語となっており、同路線の一部の駅や沿線が登場する。なお、同路線は所沢市内にも駅が存在するが、作中ではそれらの駅は未登場となっている[391]。
- 新幹線変形ロボ シンカリオンアニメシリーズ
  - 新幹線変形ロボ シンカリオン（さいたま市大宮区） - 鉄道博物館の地下に新幹線超進化研究所東日本指令室大宮支部があるという設定[392]。オリジナル（玩具）版では「東日本本部」、所在地を新さいたま市としている。
  - 新幹線変形ロボ シンカリオンZ（さいたま市大宮区） - 第8話より碓氷峠鉄道文化むらの地下に置かれた新幹線超進化研究所東日本指令室横川支部から上述の大宮支部に拠点を移すことになる[393]。
  - シンカリオン チェンジ ザ ワールド（さいたま市大宮区・中央区・桜区） - 超進化鉄道開発機構(ERDA)東日本本部大宮指令室が鉄道博物館と大宮総合車両センターの地下にあるという設定。また、西堀高沼公園や新大宮バイパスに架かる横断歩道橋が作中に登場した。
- 正解するカド（所沢市） - 第6話以降、所沢市の狭山湖が舞台[394]。
- 聖戦士ダンバイン - 第17話「地上人たち」の舞台が秩父地域、朝霞駐屯地。
- 瀬戸の花嫁（所沢市） - 作中表記は「床沢市」。
- SELECTION PROJECT（さいたま市大宮区） - 主人公の出身地としている。
- 戦姫絶唱シンフォギアAXZ（さいたま市浦和区） - 第9話「碧いうさぎ」の舞台が浦和区の調神社。
- ソードアート・オンライン（川越市・所沢市[395]）- 仮想空間を主な舞台としているが、主人公とその家族の居住地が川越市という設定[395]。オープニングとエンディングでは川越市と所沢市の施設が登場する[395]。
- その着せ替え人形は恋をする（さいたま市岩槻区[396]）
- DARKER THAN BLACK -流星の双子- - 第8話「夏の日、太陽はゆれて…」は土呂駅、大宮公園周辺が舞台[397]。
- 球詠（越谷市、さいたま市大宮区）[398]
- 旦那が何を言っているかわからない件（春日部市） - 主人公達の最寄り駅として春日部駅が登場する。
- 地球防衛企業ダイ・ガード - 第4話「ヒロインのゆううつ」の舞台が秩父山中[399]。
- ちはやふる - 第18話、19話の舞台として戸田市スポーツセンター、第20話の舞台として川口総合文化センターが登場する。
- 月がきれい（川越市）[400]
- デュエル・マスターズ（新シリーズ）（川越市） - 作中表記は「河越」。
- デュエル・マスターズ キング（川越市）
- ド級編隊エグゼロス[337]
- ドクター秩父山[401]
- とっても!ラッキーマン
- トライブクルクル（さいたま市[402]）
- ナナマル サンバツ
- ニンジャスレイヤー
- ねぎぼうずのあさたろう
- 猫神やおよろず（川越市）
- 破壊魔定光（川口市[403]）
- バクマン。（谷草市[404] という架空の都市）
- ばなにゃ（所沢市） - 第1期。
- フジログ（さいたま市見沼区大和田町[405]）
- へうげもの - 第32話「数寄者のクロスロード」で忍城の水攻めが描かれている[406]。
- 撲殺天使ドクロちゃん
- まえせつ!（さいたま市大宮区・中央区、川越市）
- マネーウォーズ 狙われたウォーターフロント計画（さいたま市（旧浦和市））
- 魔法先生ネギま!
- マリア様がみてる - 4thシーズン第13話（最終回）「あなたを探しに」は秩父市域が舞台。
- みつどもえ（上尾市）

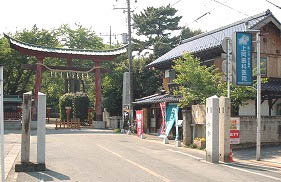
『らき☆すた』に登場する鷹宮神社のモデルとなった鷲宮神社

- 宮河家の空腹（川越市）- 本川越駅周辺が舞台[407]。
- むさしの！（さいたま市浦和区[408]）
- モンスター娘のいる日常 - 主人公の住所が「朝霞市紋星町」という設定。
- ヤマノススメ（飯能市[409]）
- ヤマノススメ セカンドシーズン（飯能市[409]）
- まんが日本昔ばなし - 「大六天さま」（狭山市）、「機織淵」（名栗町）、「わらび長者」（秩父市）、「夢地蔵」（東松山市）、「上半分下半分」（秩父）、「おりん狐」（秩父）、「三本足のからす」（入間市）、「見沼弁天」（さいたま市見沼区）、「鬼子母神さま」（狭山市）、「暗闇から牛」、「むりどん」、「石の下のちゃわん」（川越市）、「とんぼのやどり木」（所沢市）、「相撲稲荷」、「大力大べえ」（秩父）、「キツネのお礼まいり」、「雁と亀」、「天狗のちょうちん」（飯能市）、「赤松坊」（秩父）、「沢女」（皆野町金沢）、「山姫さまと兄妹」（さいたま市見沼区大谷）、「石の中の話し声」（秩父）
- らき☆すた（久喜市鷲宮[410]、幸手市、春日部市、さいたま市大宮区） - 春日部は糟日部、鷲宮は鷹宮と表記されている。
- リーマンズクラブ（県内、深谷市[411][412]）
- 理系が恋に落ちたので証明してみた。 - 埼玉大学をモデルとした彩玉大学が舞台[413]。
- レーカン!（草加市[414]）
- ローリング☆ガールズ（所沢市[415]）
- ONE OUTS（さいたま市[416]）

## ゲーム
- あの日見た花の名前を僕達はまだ知らない。（秩父市）
- 頭文字D ARCADE STAGE（定峰峠、土坂峠[417]）
- 海腹川背・旬 - ステージの一つに長瀞が登場する。
- おおきく振りかぶって ホントのエースになれるかも[418]
- ガンスリンガー ストラトス（さいたまスーパーアリーナ周辺[419]）
- キン肉マン マッスルグランプリ（秩父連山[420]）
- クレヨンしんちゃんシリーズ（春日部市）
- 慶応遊撃隊 活劇編 - 主人公蘭未の住む秩父山中からスタートする。
- 言な絶えそね 行田創生RPG（行田市）[421]
- 太鼓の達人 - 楽曲として「さいたま2000」、「きたさいたま2000」、「またさいたま2000」、「きたさいたま200」、「はやさいたま2000」、「まださいたま2000」が収録されている。
- デゼニランド
- 天外魔境 ZIRIA（忍城、川越城、岩槻城）
- 所さんのまもるもせめるも
- Trois 〜トロワ〜（さいたま市大宮区）
- 花の慶次 雲のかなたに - 古屋七郎兵衛戦の舞台が鉢形城大手門前。
- プロ野球?殺人事件! - 探索する都市の一つが所沢。
- ホームメイド -Homemaid-（英国領彩玉という架空の地名[422]）
- 魔神転生 - シナリオ16、17、20、21の舞台が秩父。
- ローカルディア・クロニクル（さいたま市） - 10の王国から構成される架空の世界「さいたま市」が舞台[423]。

## 楽曲
- あれが沓掛時次郎（福田こうへい）- 鴻巣市、熊谷市[424]
- Over The River（スネオヘアー）- 川越市[425]
- 大宮駅から乗る女（秋庭豊とアローナイツ）
- 大宮公園（高橋由美子）[426]
- 大宮サンセット（スピッツ）- かつて大宮市の南銀座に存在したライブハウス「大宮フリークス」にちなんで作られた曲[427]。
- 大宮で別れた修善寺の女（ひと）（ビートたけし）
- 奥秩父子守歌（いとうまい子）
- おねぎのマーチ（島津亜矢）- 深谷市[428]
- 案山子（唱歌）
- 北埼玉ブルース（野原ひろし）
- キューポラのある街（吉永小百合）
- グヤグヤの歌（森川正太）
- 心（東京事変）
- 埼玉県歌 - 岸上のぶを 作詞、神保光太郎 補作、明本京静 作曲[429]
- 埼玉県名勝唱歌 - 藤井治助 作詞[430]
- 埼玉ゴズニーランド（UNDERGROUND SEARCHLIE）
- さいたまパヤパヤ（イオシス）
- 坂の下に見えたあの街に（尾崎豊）- 朝霞市について歌った曲[431]。
- JUST A JUSCO（グループ魂）
- 重忠節（三橋美智也）[432]
- 西武園恋唄 （所ジョージ）
- 旅立ちの日に - 合唱曲。秩父市の中学校教諭らにより制作[433]。
- 地理教育埼玉唱歌 - 石原和三郎 作詞[434]。
- 通りゃんせ（わらべ歌）
- とべとべおねいさん（のはらしんのすけ&アクション仮面）
- なぜか埼玉（さいたまんぞう）
- はとぽっぽ（童謡） - 埼玉県東部（越谷市周辺）に生息するシラコバトがモチーフとされる[435]。
- ふる里 (Pinkish) - 加須市[436]
- やるねさいたま（勝手に観光協会） - みうらじゅんと安斎肇のユニットによる制作[437]。

## 演劇・演芸
- 愛のホテル（スネークマンショー） - 「ホテルニュー越谷」というホテルが登場する。
- 入間川（狂言）：入間市[438]
- 忍城の水攻（神田伯龍）：行田市[439]
- 悲しみは埼玉に向けて（三遊亭圓丈） - 東京都足立区を主に描いているが、埼玉方面にも視点が向けられている[440]。
- くちづけ（宅間孝行）：本庄市[441]
- 蛸男（漫画トリオ）
- 道灌（落語） - 越生町。太田道灌の逸話、山吹伝説をもとにした演目。
- 牡丹灯籠（三遊亭圓朝）：栗橋町[442]
- 闇に漂う顔（土方鉄）- 狭山事件を題材としている。
- 義賢最期（歌舞伎）：嵐山町